# Blangoua
Blangoua ist eine Gemeinde im Département Logone-et-Chari in der Region Extrême-Nord in Kamerun. 

## Geografie
Blangoua liegt direkt an der Grenze zum Tschad am Fluss Schari. 10 Kilometer nördlich beginnt der Tschadsee.

## Verkehr
Blangoua liegt am Ende der Departementsstraße D2.